# 스톤에이지 (비디오 게임)
스톤에이지(StoneAge, ストーンエイジ)는 일본 시스템 서플라이(JSS)가 개발한 일본의 온라인 게임(MMORPG)이다. 석기시대를 테마로 한 독특한 세계관이나 다양한 캐릭터가 특징이지만, 일본에서는 온라인 게임이라는 개념조차 있지 않은 1999년에 개발되어, 큰 인기를 누리지 못했다.
일본 시스템 서플라이의 도산 때문에, 2001년 3월 31일에 서비스를 종료했다. 2000년 10월 쯤에 이미 업무 곤란 상태에 빠져 있었지만, 시스템 관리 회사인 게이머즈드림(NTT 데이터)에 의해서 수개월간은 서비스 제공이 계속되었다.
그 후 판권은 대만의 회사로 옮겨, 2003년 12월부터 BOTHTEC이 일본에서 서비스를 개시하고 있다. 그러나 운영권을 파기해 2005년 4월부터 Gaiax가 서비스를 제공했다. 그리고 2007년 4월부터는 UTD 엔터테인먼트에 위탁, 같은해 9월부터는 디지파크가 운영하였다. 2015년도 8월 21일에 스톤에이지는 한국 서비스 종료되었다.

## 개요
게임의 세계는 석기시대를 테마로 하고 있기 때문에, 뼈나 돌등의 디자인을 이용하고 있고, 유적이나 동굴등도 등장했다. 화폐는 스톤이며 화폐를 지면에 떨어뜨렸을 때, 금액에 차이로 돌의 크기가 바뀌는 점 등이 세밀하게 묘사되었다. 그리고 석기시대라고 해도 현대적인 요소가 있어 여러 가지 아이템을 판매하는 편의점이나, 펫인 맘모스에 의해서 운행되는 맘모스 버스가 등장하며 아르바이트도 가능했다.

## 시간과 날씨의 개념
만들어진 지 오래된 게임이지만 최신 게임에서도 드문 밤이나 낮의 개념이 존재하며 눈이나 비가 내리기도 했다. 게다가 특정한 시간에만 입장이 가능한 지하 동굴(던젼)이나 출현하는 몬스터도 존재했다.

## 경제 시스템
석기시대라고 해도 경제는 존재했다. 플레이어는 몬스터가 드물게 떨어뜨리는 고기나 합성 재료 등의 아이템을 상점에 판매하는 것으로 화폐인 스톤을 얻을 수 있었다. 이 게임에서 고기는 정육점에서만 판매할 수 있고 창과 같은 무기류는 무기상점에서만 판매할 수 있었다. 현실 세계와 같이, 하나의 가게에서 모든 아이템을 매각할 수 있는 것은 아닌 것이었다.
도박 요소로서 복권이 있으며 200스톤으로 복권 한장을 구입할 수 있으며 아이템 창에서 복권을 더블클릭하면 1에서 6까지의 6자리수의 숫자가 랜덤으로 결정되었다. 이 6자리수의 숫자 중, 3번 나온 숫자가 등수를 결정짓게 된다. 예를 들면 「222356」이었다면, 2등에 당첨되었다. 2등에서 6등까지는 스톤이 지불되지만, 1등은 레어펫이 주어줬으나 이후 구매가 불가능했다.
턴 대전에서 대부분의 MMORPG에서 몬스터가 필드를 돌아다니는 것과는 달리, 드래곤 퀘스트 시리즈으로 대표되는 턴 방식 대전을 채용하였다.
마을의 밖의 몬스터가 나타나는 필드상을 이동하고 있으면, 일정한 확률로 적이나 몬스터와 전투를 하게 되었다. 캐릭터의 능력치중 순발력 높은 사람이나 펫이 선제 공격을 할 수 있으며 그 다음은 차례로 행동을 지정해 대전했다. 「공격」 「방어」 「포획」 「스킬」 「아이템」 등, 여러 가지 행동이 있어 전략적인 대전이 가능하다. 그리고 스톤에이지는 부족간의 전투 또는 친분을 쌓을 수 있는 게임이기도 했다.

## 한국(넷마블)스톤에이지에 대한 비판

#### 캐쉬 페트

###### 기존페트와의 비교
최근 넷마블측에서 지나치게 성장률이 높은 캐쉬페트를 출시해 게임내 벨런스를 깨트렸다는 비판을 받았다. 소위 '구펫'이라 불리는 '이니엄' 스톤에이지때부터 존재하던 기존 페트의 경우 능력치 성장률 최대치가 5.1를 넘는 경우가 극소수며 '신펫'이라고 불리는 넷마블 스톤에이지 이후에 나온 필드/이벤트로 획득 가능한 기존페트들의 경우에도 능력치 최대치가 5.2를 넘는 경우가 매우 적었다. 또한 성장률이 높더라도 기존페트들은 기술을 배울 수 있는 칸이 적거나 내구력 성장률을 낮추거나 혹은 능력치의 분배를 좋지 않게 하는등의 페널티가 있었다.(다만 기술창의 경우 캐쉬아이템을 통해 늘릴수 있도록 바뀌었다.) 넷마블 스톤에이지는 초반에는 캐쉬페트도 기존의 페널티를 충실히 따르도록 했다. 그러나 조금씩 페널티가 사라지기 시작, 최근 1년간 나온 페트들의 경우 최대치가 보통 5.35를 넘는 높은 성장률을 지녔음에도 불구하고 사냥 또는 대전에 유리한 분배, 많은 기술칸, 높은 내구력 성장률 등을 소지하고 있어 기존페트들에 적용되던 페널티가 캐쉬페트에는 더 이상 적용되지 않음을 알 수 있었다.

###### 유저들의 입장
일부 유저들은 당연히 돈을 내고 구매하는 페트이니 만큼 좋은 능력치를 가져야 한다고 주장했으나 대다수의 유저들은 현금구매의 부정적인 측면과 캐쉬페트의 능력치가 지나치게 높은점, 특히 캐쉬펫의 최소 성장률이 기존 페트의 최대치를 웃도는 경우가 많으며 기존의 페트들을 사용하는 유저는 사냥/대전에서 불리하며 캐쉬를 사용하지 않는 유저들에게 불리하다며 비판적인 입장로 보였다.대한 찬반양론은 아직도 계속되고 있다.[http://sa.ongam.com/zboard/zboard.php?page=1&id=sa_board_forum&select_arrange=headnum&desc=asc&page_num=15&selected=&exec=&sn=off&ss=on&sc=on&category=&keyword=%C4%B3%BD%AC%C6%E4%C6%AE

###### 넷마블의 대책
넷마블 측에서는 유저들의 비판을 수용하여 좋은 능력치의 캐쉬페트가 나오기 이전의 페트 또는 오래된 캐쉬페트에 대해 진화 또는 환생이 가능하도록 하여 기존페트와 캐쉬페트간의 벨런스를 맞추겠다고 하였고 진화/환생 시스템을 실시 하였으나 진화의 경우 결국 캐쉬아이템을 통해서만 가능하도록 실시 되었다. 또한 환생페트의 경우 몇몇 페트를 제외하면 성장률만 지나치게 올렸을 뿐 실제론 능력치의 분배가 제대로 이루어지지 않아 기존페트를 키우는 사람이 더욱 불리하다는 지적이 있으며 140이라는 키우기 힘든 레벨에서 환생하지 않으면 캐쉬펫 성장률을 따라잡는게 불가능하다는 점, 복잡한 퀘스트를 선행해야 한다는 점등이 지적되었다.
이후에는 인어섬이라는 맵을 통해 캐쉬펫을 게임내의 새로운 화폐 단위인 '광석'을 통해서 구입하는 시스템으로 캐쉬를 사용하지 않는 유저들 또한 캐쉬페트를 획득할 수 있도록 하였다. 이 시스템의 경우 실시된 지 얼마 되지 않아 아직까지 이렇다할 성과는 없으나 비교적 긍정적인 반응을 얻었다.

#### 사기나 버그에 의한 복구 시스템의 미흡
사기 또는 기타 버그에 대한 복구 시스템이 미흡한 점 등이 문제가 나왔다. 구두에 의한 사기나 타사이트 거래를 이용한 사기 등에 대한 복구나 보상시스템은 아예 없으며 불법 프로그램을 사용한 버그에 대해서도 제대로 복구나 보상을 해주지 않는 경우가 많다. 대표적인 사례로는 최근에 '이미지 버그'라 불리는 불법 프로그램을 활용한 버그가 심각하던 시절 많은 유저들이 피해를 입었음에도 넷마블 스톤에이지 측에서 제대로 보상이나 복구를 해주지 않아 많은 유저들이 스톤에이지를 그만두었다.

#### 성의없는 답변
넷마블 스톤에이지의 경우 '매크로 답변'이라 불리는 미리 준비된 답변 또는 성의 없는 답변을 유저들에게 그대로 전달하는 방식으로 큰 비판을 받는데 대표적인 사례는 넷마블 스톤에이지 측에서 직원에게 징계를 내린 사건이었다.
당시 불법 프로그램을 사용해 레벨을 단기간에 올린 유저[https://web.archive.org/web/20100221022441/http://sa.ongam.com/zboard/zboard.php?id=sa_board_forum%5D%EB%A5%BC 신고한 사람에게 넷마블 도우미 측에서 사건을 제대로 확인하지 않고 테스트 중이라고 대답했던 이 사건[https://web.archive.org/web/20100221022441/http://sa.ongam.com/zboard/zboard.php?id=sa_board_forum%5D%EC%9D%80 팬사이트를 통해 운영자의 대답이 유포됨에 따라 급속도로 확장되어 넷마블 스톤에이지는 많은 유저들의 비판을 받았었다. 결국 넷마블 스톤에이지 측은 팬사이트 등을 통해 공식적인 사과와 함께 대답을 한 직원에게 징계를 내리는 선에서 사건을 일단락 지었다.
하지만 앞과 같은 사건들이 있었음에도 불구하고 여전히 성의 없는 대답으로 현재까지도 많은 유저들의 비판을 받았다.

#### 다른 문제점들
동시 접속자가 많을 경우 서버접속시 시간이 지나치게 오래걸리는 점, 일부 유저들의 버그 유포 문제, 채팅창의 지나친 언어제약, 유료채석장 논란등이 있다.

## 한국 스톤에이지의 팬 사이트

#### 종류
현재 한국 스톤에이지의 팬사이트는 뿌야의 스톤에이지와 스톤에이지 온감이라는 두 사이트가 대표적이었다.
이 두 사이트는 퀘스트 정보,아이템 정보, 페트 정보, 스톤에이지 최신소식등의 게임을 이해하거나 플레이하는데 중요한 요소를 상세히 풀어 놓아 따로 검색이 필요 없이 사이트 내에서만으로도 충분히 정보를 얻을 수 있도록 해놓았으며 유저간의 커뮤니티 게시판을 활성화 시켜 유저간의 교류 또한 가능하게 하였다.(스톤에이지에 관련된 카페가 적은 이유는 이 두 사이트 내부에서 대부분의 유저 간 교류와 정보가 이루어지기 때문이다.)

#### 특징
스톤에이지 온감의 경우 더 이상 새로운 페트/맵/퀘스트 정보가 갱신 되지 않고 새로운 소식을 전하는 게시판을 통해서만 새로운 정보가 들어오기에 커뮤니티쪽만이 활성화된 반면 뿌야의 스톤에이지는 새로운 정보가 자주 갱신되고 있으며 커뮤니티도 비교적 활성화 된 편이었다. 다만 홈페이지에 접속이 안되는 경우가 잦다는 단점이 있었다. 그러나 최근 뿌야의 스톤에이지가 해킹당해 뿌야의 스톤에이지에 접속이 되지 않았던 며칠을 전후로 온감에서도 드디어 본격적인 퀘스트정보에 대한 정리작업이 들어가고 현재 유저들의 의견을 수렴하여 퀘스트 정보를 갱신되었다. 이후 온감의 퀘스트 정보 갱신은 거의 모든 유저들에게 긍정적 평가를 받았다.

#### 협력
보통 이 두 팬사이트는 넷마블 스톤에이지 측과 협력해서 페트 테스트나 맵 테스트, 또는 신규 이벤트 테스트를 진행했다. 언뜻 보기엔 온감과 뿌야는 서로 경쟁관계처럼 보이지만 실제로 두 사이트는 상호협력관계에 있었다. 대표적인 예로는 둠바로스 테스트를 들수 있었다.